# Alor-Archipel
Der Alor-Archipel ist eine indonesische Inselgruppe und Teil der Kleinen Sundainseln im Osten des Malaiischen Archipels. Im Jahr 2010 lebten 190.026 Menschen auf den Inseln.

## Geographie
Der Alor-Archipel bildet administrativ den Regierungsbezirk (Kabupaten) Alor und ist Teil der indonesischen Provinz Ost-Nusa Tenggara. Hauptstadt ist Kalabahi auf Alor. Die Stadt mit etwa 60.000 Einwohnern ist auch das Wirtschaftszentrum des Archipels.
Die Inseln liegen zwischen der Floressee im Nordosten und der Straße von Ombai mit der Sawusee im Südwesten. Im Westen befindet sich der Solor-Archipel, im Süden Timor, im Osten die osttimoresische Insel Atauro und dahinter das zu den Barat-Daya-Inseln gehörende Wetar.
Die beiden Hauptinseln des Archipels sind Alor (210.476 ha) im Osten und die etwas kleinere Insel Pantar (68.652 ha) im Westen. Zwischen den beiden liegen in der Pantarstraße von Nord nach Süd die Inseln Buaya (ehemals Kisu) Ternate, Kepa, Pura (2.753 ha) und Tereweng (Treweng). Vor der westlichen Nordküste Alors befinden sich die Inseln Nuba und Sika. Nördlich von Pantar gehören die Inseln Lapang und Batang zum Archipel. In der Blangmerangbucht, an der Nordküste Pantars liegt die Insel Kura. Die westlichsten Inseln des Archipels sind Kambing, Rusa und Kangge (ehemals Marisa, 1.368 ha) in der Straße von Alor. Die beiden letzten Inseln des Archipels sind Kapas und Tikus. Sie sind genauso wie Kambing, Lapang, Batang, Sika und Nuba unbewohnt.
Wie auch die anderen Inseln des Inneren Bandabogens ist der Archipel vulkanischen Ursprungs. Die höchsten Berge sind der Kolana (1765 m) und der Muna (1440 m) auf Alor. Der erloschene Vulkan Delaki ist mit 1318 m der höchste Berg Pantars. Der Sirung (862 m) auf Pantar ist ein aktiver, komplexer Vulkan und brach zuletzt 1970 aus.

## Einwohner

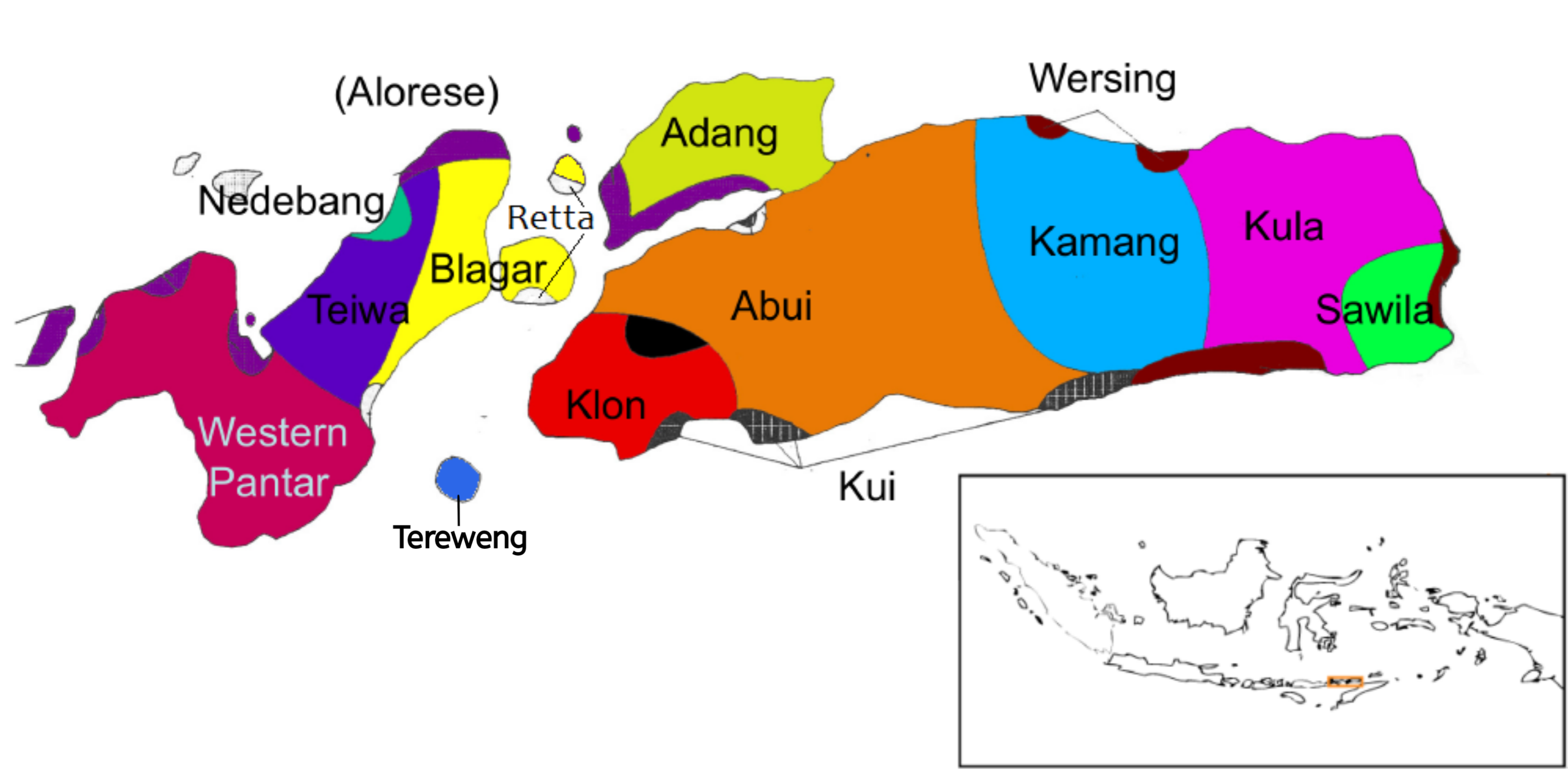
Sprachen auf dem Alor-Archipel

Auf dem Archipel werden, neben zwei einheimischen austronesischen Sprachen, die vor allem von einigen wenigen Fischerdörfern gesprochen werden und der nationalen Amtssprache Bahasa Indonesia, 26 Papua-Sprachen gesprochen. 75 % der Einwohner sind Protestanten, nahezu alle anderen Muslime. Nur wenige Dörfer bekennen sich zum katholischen Glauben. Traditioneller Glauben und Riten sind trotzdem noch weit verbreitet.

## Geschichte

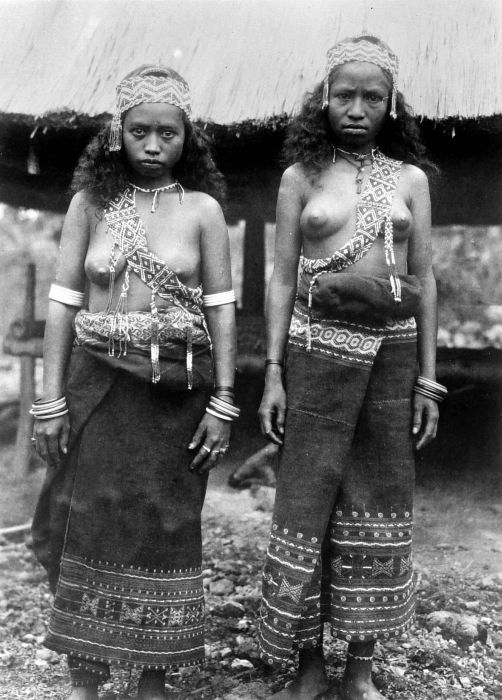
Bild aus der kolonialen Zeit: Zwei Mädchen aus Worbain, Alor

Chinesische Sandelholz-Händler besuchten im 13. Jahrhundert die Insel Timor, über die Nachbarinseln geben ihre Berichte keine Auskunft. Ab Mitte des 14. Jahrhunderts dürfte das hindu-javanische Majapahit-Reich auf den östlichen Sundainseln einige Vasallenkleinreiche besessen haben, wie aus der Reichschronik Nagarakertagama hervorgeht. Demnach unternahmen sie 1357 einen Feldzug nur bis zur Insel Sumbawa, die Chronik führt für das Jahr 1365 dennoch eine Reihe Inseln weiter östlich auf, die als „abhängig“ bezeichnet werden. Pantar wird darin nicht genannt, der Name Galiyao könnte aber die Insel bezeichnen. Die Schreibvariante Galao findet sich in einer Liste von Inseln, die 1511 von der portugiesischen Expedition zu den Molukken als erste Europäer erreicht wurden. In Antonio Pigafettas Tagebuch der ersten Weltumseglung wird 1522 eine Insel Galiau kurz vor Malua (heute Alor) erwähnt. Weitere Indizien sprechen letztlich für die Gleichsetzung von Galiyao mit Pantar.
Alor galt damals als Heimat von Kannibalen, die sich nicht zum katholischen Christentum bekehren lassen wollten. Erst später gelang es Calvinisten einen Teil der Bevölkerung zu bekehren. Früher konnte sich der Islam in Teilen der Insel etablieren. In Groß-Alor (Alor Besar) wird ein Koran aus dem 12. Jahrhundert aufbewahrt, der um 1500 von der Molukkeninsel Ternate von fünf Missionaren hierher gebracht wurde. Iang Gogo, einer dieser Brüder, soll die Prinzessin Bui Haki von Bunga Bali (auf Pantar) geheiratet und sich in Groß-Alor niedergelassen haben, während seine Brüder sich in Tuabang, Baranusa (beide auf Pantar), auf Solor und in Kuilerabaing (Südwestalor) ansiedelten. Nachkommen Iang Gogos sollen sich später auch in Klein-Alor (Alor Kecil), Aimoli, Alila, Ampera, Dulolong und anderen Dörfern niedergelassen haben. Die Portugiesen besuchten die kleineren Inseln um Timor nur selten, erhoben aber offiziell Anspruch auf die Oberhoheit. Als Handelswaren dienten Bienenwachs, Sklaven und Schildkrötenpanzer. Wichtig war Pantar für die Kolonialmacht, weil sie als Quelle für besonders reinen Schwefel galt, der zur Herstellung von Schwarzpulver benötigt wurde.
1851 verkaufte der portugiesische Gouverneur José Joaquim Lopes de Lima ohne Autorisation aus Lissabon die Ansprüche Portugals auf den Alor-Archipel und andere Gebiete auf den Kleinen Sundainseln, die nominell unter portugiesischer Oberhoheit standen, für 200.000 Florins an die Niederlande. Lopes de Lima fiel in Ungnade und wurde abgesetzt und verhaftet, als Lissabon von dem Vertrag erfuhr. Auf der Rückreise nach Portugal verstarb er in Batavia. Ab 1854 wurden die Vereinbarungen neu verhandelt. Im Vertrag von Lissabon wurde schließlich der Verkauf bestätigt. Die Ratifizierung erfolgte 1859. Allerdings blieben noch lange die alten Verbindungen zwischen Alor und dem portugiesischen Timor bestehen. 1886 zahlten die Einheimischen Alors noch einen jährlichen Tribut an den Liurai von Liquiçá, in Form von Reis, Mais, Baumwolle und anderem.
Erst im 20. Jahrhundert übernahmen die Niederländer real die Kontrolle über die Inseln. Militärexpeditionen entwaffneten die Einwohner Alors und Pantars zwischen 1910 und 1912, womit auch die ständigen Kämpfe zwischen den Volksgruppen der Inseln ein Ende fand. Zuvor hatten sie sich praktisch im ständigen Kriegszustand zueinander befunden, zum Beispiel um Territorialgrenzen oder Ressourcen, wie Wälder. Der Handel mit Kopftrophäen hielt auf Alor noch bis 1920 an. Ihr Wert entsprach dem einer Moko, Bronzetrommeln, die bis 1914 als Währung auf den Inseln dienten.

## Wirtschaft
Die Infrastruktur ist nur schwach ausgebaut. Landwirtschaft zur Selbstversorgung bestimmt immer noch das Bild. Die Regierung versucht mit Hilfe internationaler Organisationen dies zu ändern. So wird beim Dorf Apui Vanille angebaut. Außerdem werden Tamarinde, Mandeln und weitere Nüsse angepflanzt. In den Wäldern wird Sandelholz geschlagen.
Jüngste Untersuchungen haben Bodenschätze, wie Gips, Kaolin, Erdöl und Erdgas, Zinn, Gold und Diamanten entdeckt. Schwarze Kieselsteine werden als Dekorationsmittel seit 1980 von Alor und Pantar aus exportiert. Daneben bieten handwerkliche Produkte, wie Ikatstoffe und Bambusprodukte Möglichkeiten zum Export. Großes Potential hat die Fischerei.
Im Alor-Archipel liegen einige der besten Schnorchel- und Tauchgebiete Indonesiens. Allerdings gibt es hier starke Strömungen, die es ratsam machen, nur mit ortskundiger Begleitung zu tauchen. Das Aufkommen exzessiver Fischerei hat aber einige Korallenriffe zerstört.
Der IATA-Flughafencode des Flughafens von  Alor ist ARD. Er liegt zehn Kilometer von Kalabahi entfernt. Während der Trockenzeit wird Kalabahi fünfmal die Woche von Kupang, der Provinzhauptstadt, aus von einer Kasa der Merpati Airlines angeflogen. Seit Mitte 2003 wird eine Flugroute Kupang–Kalabahi–Kisar–Ambon mit Rückflug am nächsten Tag angeboten.
Fähren fahren wöchentlich von Kupang (Westtimor) nach Kalabahi. Die Fahrt dauert 20 Stunden. Zweimal die Woche fährt eine Fähre die Route Larantuka (Ostflores) – Lewoleba (Lembata) – Baranusa (Pantar) – Kalabahi in 20 Stunden. Einmal die Woche fährt eine Fähre von Atapupu (Westtimor) nach Kalabahi in neun Stunden. Außerdem laufen die Pelni-Passagierschiffe Serimau und Awu wöchentlich Kalabahi an. Aufgrund der starken Winde und großen Wellen wird die Verbindung nach Alor während der Regenzeit oft unterbrochen.
Frachter fahren meist von Alor nach Surabaya, Makassar und zu den Molukken. Der Haupthafen Alors hat eine Kapazität von 600 Bruttoregistertonnen.

## Kultur

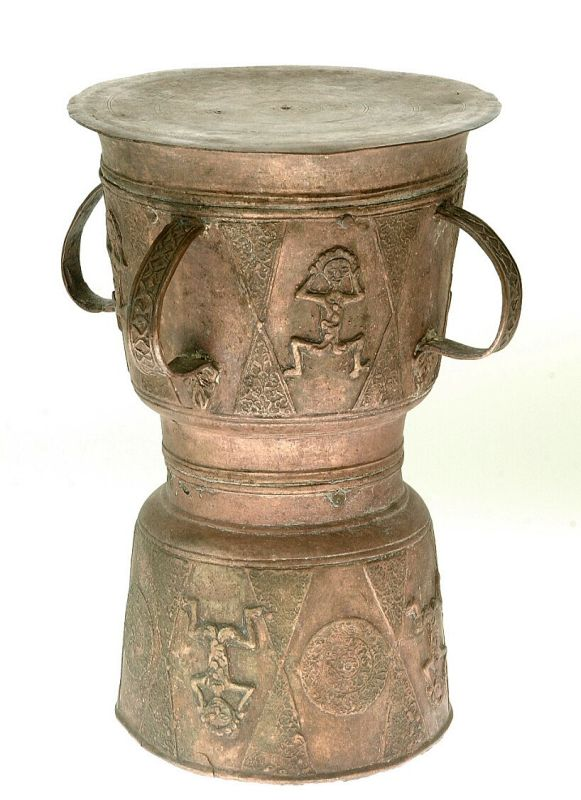
Eine Mokko

Charakteristisch für die traditionelle Kultur des Alor-Archipels sind die auf Pfählen gebauten Hütten, die sich auch im Wappen des Regierungsbezirks wiederfinden, und die Mokos, bronzene Kesseltrommeln, die als Zahlungsmittel verwendet wurden. Vor allem auf Alor und Pantar finden sich Darstellungen von Nagas, mythischen Schlangenwesen, als Schutz an den traditionellen Gemeinschaftshäusern (Adat-Häusern). Der alte Glaube an diese Geisterwesen wurde aber immer weiter zurückgedrängt. Anfang des 20. Jahrhunderts verbrannten christliche Missionare alle schlangenähnlichen Holzfiguren, die nicht rechtzeitig von der Bevölkerung versteckt wurden. Auf der Insel Alor waren die hölzernen Nagas mit einem sakralen Stein zu Füßen auf dem zentralen Dorfplatz (Festplatz) aufgestellt und wurden ulenai genannt. Da auch der Lego lego-Tanz verboten wurde, konnten die traditionellen Begräbniszeremonien nicht mehr richtig stattfinden, was dazu führte, dass die Ahnen aus dem Jenseits ebenso wenig wie die verschwundenen Nagas unterstützend eingreifen konnten und die Bevölkerung nicht wusste, wie sie sich vor dem Einfluss der fremden Nagas schützen sollte.
An den Berghängen Alors und Pantar wird eine rote Reissorte angepflanzt, die auf trockenem, felsigem Grund wachsen kann. Er bildet das Grundnahrungsmittel für viele Einwohner des Archipels und wird im Dachboden gelagert. Ebenfalls mit wenig Niederschlägen kommt eine schwarze Reissorte aus, die bei besonderen Ereignissen, wie Hochzeiten, gegessen wird. Sie ist auf den lokalen Märkten deutlich teurer als andere Sorten. Fisch wird entweder frisch oder getrocknet zubereitet. Eine Lagerung durch Kühlung kommt für Einheimische schon aus Prinzip nicht in Frage. Der süßlich schmeckende, getrocknete Fisch Ikan tali von der Insel Pura gilt als lokale Delikatesse. Er wird zusammen mit Jagung ketama (gekochter Mais mit grünen Erbsen) gegessen, das in gesamten östlichen Indonesien bekannt ist. Ebenfalls von Pura stammt Mawar laut, eine Gemisch verschiedener Algen und Seegras, das in Bambus zusammen mit Tamarinde und Ingwer etwa eine Stunde geröstet wird. Dazu trinkt man Palmwein (Tuac). Dieser wird auf Pura und in Teilen Pantars hergestellt. Leicht alkoholisch ersetzt er oft das dort rare Wasser als Getränk. Aus dem Palmwein wird auch Sopi oder Arrak destilliert.